# Вкаменено дърво
Вкамененото дърво е вид фосил, при който органичните материали, съставящи дървесината, са заменени с минерали, най-често силикати, като е запазена първоначалната структура на дървесния материал. Процесът на петрификация протича под земята, когато дървото е затрупано от седименти, които го предпазват от разлагащото влияние на кислорода. Богати на минерали води, протичащи през седимента, отлагат минерали в клетките на растението и на мястото на лигнина и целулозата се образуват минерални структури.
Вкаменени (опализирани) дървета в България се срещат в Източните Родопи. Прочут е феноменът „Вкаменената гора“ край село Равен.